# Horik II
Horik II, también conocido como Erik el Joven (danés: Erik Barn), fue un caudillo vikingo y rey de Dinamarca a la muerte de su antecesor Horik I en 854 hasta aproximadamente 860.  
Tras una breve guerra civil que casi barrió a todas las ramas de las familias reales danesas, los anales de Fulda cita la existencia de un solo infante que sobrevivió, llamado Erik el Joven. En aquel momento de la historia, no obstante, los reinados no eran hereditarios. Los reyes eran aclamados en las asambleas de nobles, los thing (danés: landsting) por los caudillos y terratenientes que daban su apoyo. Horik era uno de esos terratenientes al sur de Dinamarca, cuyo poder llegaba hasta Hedeby, siendo uno de los más influyentes candidatos. No se sabe mucho sobre su reinado, a excepción de algunas citas de Gesta Danorum de Saxo Grammaticus y Vita Ansgarii (La Vida de Ansgar) de Rimberto.
Es más que probable que Horik II no fuese hijo de Horik I, sino un pariente cercano, sobrino o nieto de Godofredo I de Dinamarca, un poderoso caudillo que mantuvo una agresiva oposición frente al Imperio franco. Normalmente, los hijos no conservaban los nombres de sus padres en la Dinamarca vikinga, aunque las familias conservaban algunos nombres propios que les identificaban como miembros de la familia real.  
Durante su reinado, los vikingos daneses iniciaron sus incursiones hacia occidente como hizo Ragnar Lodbrok, en las expediciones de conquista en Inglaterra, estableciéndose principalmente en Jorvik (York) y otros enclaves en el noreste de la isla.
A diferencia de Horik I, Horik II fue tolerante con los misioneros cristianos que se establecían en su reino, procedentes de la archidiócesis de Hamburgo-Bremen. Horik conoció a Ansgar durante el reinado de Horik I y compartió su punto de vista que en materia religiosa no había nadie mejor valorado en su reino. Después de un breve cierre de la iglesia en Hedeby por el jarl Hovi, Ansgar convenció a Horik II para restablecer la misión y permiso para abrir una nueva Iglesia en Ribe, propuesta no solo aceptada sino que ampliada a que pudieran sonar las campanas en sus enclaves, algo que disgustó a los paganos que creían que el sonido de las campanas ahuyentaban los espíritus de la tierra (danés: landvætter) y en consecuencia la ruina de las cosechas.
En 857 el emperador Carlos el Calvo ordenó a Horik que renunciase a sus tierras entre el río Eider y el mar del Norte en compensación por las incursiones vikingas sobre París y el valle del Loira. Rorik de Dorestad intentó crear un enclave vikingo, un reino frisón entre los sajones y los daneses con ayuda del emperador. Rorik reclamó para sí mismo la figura de monarca como Horik, y tras tres intentos de conquistar Schleswig, solicitó la ayuda imperial. Mientras Rorik estuvo ocupado con sus expediciones vikingas, otros vikingos saquearon sus posesiones en Dorestad por lo que Horik II mantuvo su territorio al sur de Dinamarca a pesar de las demandas imperiales. Horik evitó la anexión del sur de Dinamarca al imperio carolingio.
En 864 el Papa Nicolás I animó a Horik a la conversión al Cristianismo, pero el rey danés rechazó la oferta y entonces el Papa incitó a Carlos el Calvo a coaccionarle. En 866 no obstante, Horik dio permiso para la construcción de una tercera iglesia en Århus durante el arzobispado de Remberto, sucesor de Ansgar.
En algún momento de la década de 860 muere Horik II y su sucesor Bagsecg, también pagano pero beligerante con la fe cristiana, de tal modo que no permitió la construcción de más templos y manteniendo el culto de forma marginal y en manifiesta minoría. En 870 Bagsecg se sumó a la conquista de Inglaterra con el gran ejército pagano, aliándose con Halfdan Ragnarsson en el 871, aunque murió en la batalla de Ashdown. Ni Halfdan, ni Bagsecg tenían vínculos familiares con el clan de Godofredo I de Dinamarca, por lo que tras la muerte de Horik II, el clan no siguió ostentando el poder en el país.